# Édouard de Castelnau
Pour les articles homonymes, voir Castelnau.
Pour les autres membres de la famille, voir Famille de Curières de Castelnau.
Édouard de Castelnau, né le 24 décembre 1851 à Saint-Affrique (Aveyron) et mort le 18 mars 1944 à Montastruc-la-Conseillère (Haute-Garonne), au château de Lasserre, est un général d'armée français, grand-croix de la Légion d'honneur et médaillé militaire.
Il est commandant de groupe d'armées et chef d'état-major des armées durant la Première Guerre mondiale. Il joue un rôle important dans la victoire française lors de la bataille de Verdun.
Élu député en 1919, il préside la Commission de l'armée pendant la législature. Il prend ensuite en 1924 la tête de la Ligue des patriotes et celle d'un mouvement politique confessionnel, la Fédération nationale catholique (FNC). Pendant la Seconde Guerre mondiale, opposé au maréchal Pétain et au régime de Vichy, il soutient la Résistance. 
Il fut longtemps controversé en raison d'un catholicisme militant jugé outrancier. Les historiens modèrent sensiblement ce portrait en soulignant sa loyauté aux institutions républicaines, contestant notamment qu'il ait pu être réactionnaire.

## Biographie

### Famille
Noël Édouard Marie Joseph de Curières de Castelnau naît à Saint-Affrique, de Michel de Castelnau, maire de Saint-Affrique, dans une famille de la noblesse du Rouergue. Il est le troisième de cinq enfants. Son frère ainé, Léonce, est un homme politique d'envergure nationale, président du groupe parlementaire de l'Action libérale à la chambre des députés. Son autre frère, Clément, est directeur de l'École des mines de Saint-Étienne.
Ruinée par la Révolution française, sa famille doit partager une maison à Saint-Affrique avec les trois oncles de sa mère, les abbés Barthe. Ceux-ci le verraient bien notaire mais lui veut être officier de marine.
Il est marié à Marie Barthe (1858-1927). Trois de ses fils, Gérald (1879-1914), Xavier (1893-1914) et Hugues (1895-1915), sont tués lors de la Grande Guerre. Lors de la Seconde Guerre mondiale, son petit-fils Urbain de La Croix (1919-1945) et ses petits-neveux, Jean de Castelnau (1913-1944) et Noël de Mauroy (1924-1944), tombent également au champ d'honneur.
Il est l'arrière-grand-père de l'avocat français Régis de Castelnau.

### Avant la Grande Guerre
Pour des raisons d'âge, Édouard de Castelnau doit se réorienter vers l'armée de terre et fait partie de la 54e promotion de Saint-Cyr, la promotion du Rhin (1869-1871), modifiée après la guerre en promotion du 14 août 1870, dont il sort sous-lieutenant le 14 août 1870. Il est nommé au 31e régiment d'infanterie et participe à la guerre franco-allemande de 1870 dans l’armée de la Loire.
Après l’armistice, alors âgé de 19 ans, il participe avec son régiment, sous les ordres du colonel Davout d’Auerstedt, aux combats de l’armée versaillaise, qui au cours de la « semaine sanglante » du 21 au 28 mai 1871, écrase les combattants de la Commune. Reclassé lieutenant par la commission de révision des grades, il est à nouveau promu capitaine en 1876.
Il sert ensuite dans divers régiments avant d’intégrer l'École de guerre en 1879. Affecté à l’état-major de l'Armée à Paris en 1893, il en dirige le 1er bureau en 1897. Il connaît un premier retard de carrière en étant mis en cause par le polémiste Urbain Gohier, qui, dans un article de L'Aurore, dévoile qu’il est le descendant d’un émigré qui a combattu dans l’Armée des émigrés pendant la Révolution. En 1900, il est la cible du nouveau ministre de la Guerre, le général Louis André, qui veut le licencier de l’armée en raison de ses origines aristocratiques et de son catholicisme. Selon lui, Castelnau n'a pas le profil républicain qu'il souhaite imposer dans l'armée. Le chef d'état-major, le général Alfred Delanne, s'oppose à cette décision et nomme Castelnau au commandement du 37e régiment d’infanterie et démissionne, ce qui entraîne une interpellation du gouvernement à la Chambre et au Sénat. Le ministre se venge en maintenant Castelnau cinq ans dans ce poste, deux fois la durée habituelle à ce type de commandement. Il veille également à ce qu'il ne soit pas promu général en dépit de ses états de service, mais l'affaire des fiches va relancer sa carrière. Le général André est contraint à la démission et, quelques mois plus tard, le 25 mars 1906, à la demande de Paul Doumer, Castelnau est promu général de brigade. Il commande successivement une brigade à Sedan, puis à Soissons.
Le 21 décembre 1909, Castelnau devient général de division, ce qui le met pour la première fois sous les ordres du général Joseph Joffre, qui commande en effet le corps d'armée dont dépend la 13e division de Chaumont dont hérite Castelnau. Les deux hommes apprennent à se connaître. Joffre insiste lorsqu'il est nommé à la tête de l'armée de terre française le 28 juillet 1911 pour avoir Castelnau à ses côtés. Celui-ci prend le titre de premier sous-chef d'état-major. Il a principalement la charge de concevoir un nouveau plan de mobilisation et de concentration des armées françaises en cas de guerre, le plan XVII. En 1912, il est confirmé dans ses fonctions en devenant chef d'état-major en titre en remplacement du général Augustin Dubail. Par décret du 30 octobre 1913, il est ensuite nommé au Conseil supérieur de la guerre, ce qui le désigne pour prendre le commandement de la 2e armée française en cas de conflit. Au cours de 1913, il se trouve largement exposé au violent débat qui accompagne la loi des Trois ans. En effet, lors de l'élaboration du plan XVII, il devient vite évident qu'il faut accroître les effectifs militaires dès le temps de paix. Seul un allongement d'une année supplémentaire du service militaire permet d'y parvenir, mais près des deux tiers des députés radicaux et socialistes sont farouchement contre la perspective d'un service de trois ans. Conduite par Jean Jaurès, l'opposition à ce projet de loi prend rapidement une tournure passionnelle. Castelnau, considéré comme l'inspirateur du texte, devient la bête noire des opposants d'autant que le texte est finalement voté le 19 juillet 1913. Le ressentiment à l'égard de Castelnau de la part de la mouvance radicale-socialiste perdure jusqu'à la fin de sa vie. Georges Clemenceau, pourtant favorable à la loi des trois ans, immortalise cet antagonisme en affublant Castelnau de surnoms tels « le capucin botté » ou « le général de la Jésuitière », qui passent à la postérité.

### Grande Guerre

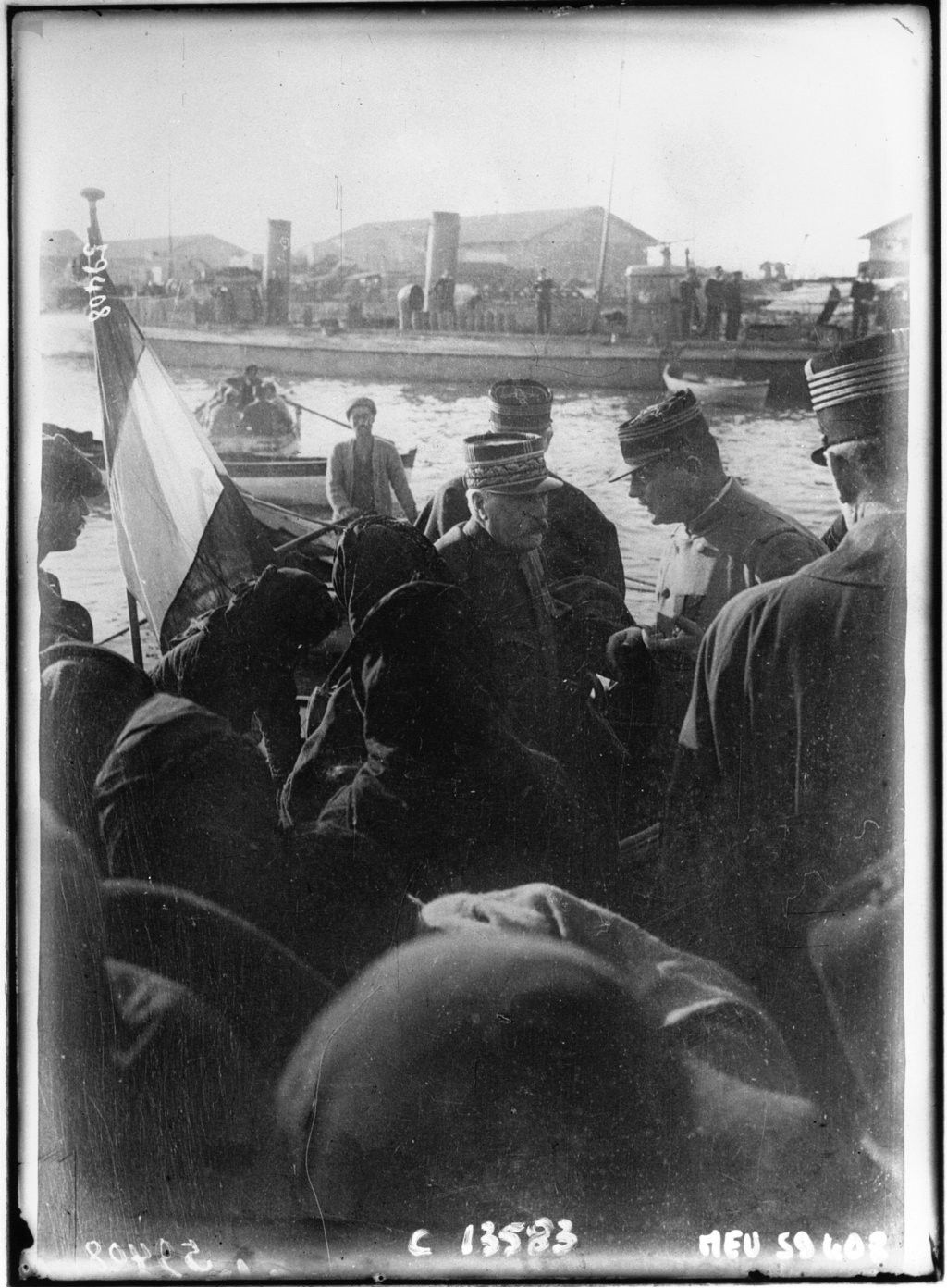
Arrivée du général de Castelnau à Salonique, en 1916.

À la déclaration de guerre, il rejoint son armée en cours de mobilisation à Nancy. Le 15 août 1914, les cinq armées françaises passent à l'offensive contre les Allemands, qui sont en train d'effectuer un large mouvement de débordement par la Belgique. Castelnau affronte l'armée du prince Rupprecht de Bavière, qui l'attend sur des positions préparées à l'avance à Morhange. Alors que le Grand Quartier général (GQG) prétend que les Allemands sont en retraite et qu'il n'y aurait devant lui que des arrière-gardes, Castelnau bute soudainement sur des forces considérables, fortement appuyées par de l'artillerie lourde.
La 2e armée française, composée notamment des 15e, 16e, 20e corps d'armées et du 2e groupe de division de réserve (2e GDR commandée par le général Léon Durand), subit de lourdes pertes et doit se replier sur Nancy. Castelnau bloque la contre offensive du général Foch et ce dernier en gardera une amertume tenace.
Heureusement, Castelnau réussit à reformer son armée, qu'il peut alors lancer dans une manœuvre de flanc, infligeant une lourde défaite aux Allemands qui le poursuivent lors de la bataille de la trouée de Charmes (24-27 août). Il évite ainsi aux armées françaises qui se replient vers Paris d'être tournées par la droite et rend possible la bataille de la Marne. Au moment où les autres armées remportent la victoire de la Marne, Castelnau bloque une nouvelle offensive allemande visant Nancy lors de la bataille du Grand-Couronné (4-13 septembre). Cela lui vaut le surnom de « sauveur de Nancy ».
Castelnau est élevé à la dignité de grand officier de la Légion d'honneur le 18 septembre 1914. Joffre le retire ensuite du front de Lorraine et lui confie la mission de prolonger le flanc gauche des armées françaises au nord de l'Oise en s’efforçant de déborder l'aile droite allemande. C'est le début de la course à la mer, que Castelnau engage et mène jusqu'à Arras. Cette manœuvre est ensuite poursuivie jusqu'à atteindre le rivage de la mer du Nord par le corps expéditionnaire britannique, l'armée belge et plusieurs corps de l'armée française sous le commandement du général Ferdinand Foch. En Picardie, Castelnau se distingue en résistant à une offensive allemande commandée par le général Alexandre von Kluck dans la région de Roye. Cela lui vaut après la guerre cette appréciation de son ancien adversaire : « L'adversaire français vers lequel sont allées instinctivement nos sympathies, à cause de son grand talent militaire et de sa chevalerie, c'est le général de Castelnau. Et j'aimerais qu'il le sache ».

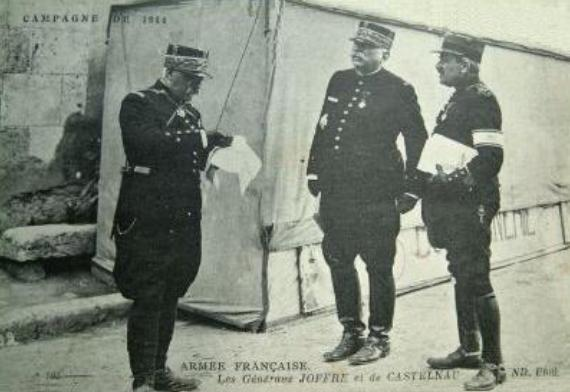
Joffre et Castelnau en réunion.

À partir de novembre 1914, en Belgique et en France, les combats prennent la forme d'une guerre des tranchées. Mettant en œuvre des principes tactiques nouveaux, notamment en lançant son infanterie sous la protection d'un barrage d'artillerie roulant, Castelnau remporte une victoire au Quesnoy-en Santerre. Dès le début de 1915, il préconise d'adopter une attitude défensive sur le front français en attendant d'avoir suffisamment d'artillerie lourde pour percer les défenses allemandes et, dans l'intervalle, de lancer une grande offensive dans les Balkans. Son idée reçoit le soutien du président Raymond Poincaré et d'Aristide Briand, alors ministre des Affaires étrangères. Toutefois, Joffre et le GQG s'y opposent.
En juin 1915, il est placé à la tête du groupe d'armées du Centre et dirige l'offensive de Champagne du 25 septembre 1915. En quelques jours, il fait 25 000 prisonniers et prend 125 canons, mais perturbée par une pluie continuelle, cette offensive ne débouche pas sur une victoire stratégique. À la suite de ce fait d'armes, il est élevé à la dignité de grand-croix de la Légion d'honneur le 8 octobre 1915 et, deux mois plus tard, le 11 décembre 1915, il est nommé chef d'état-major général des armées françaises, fonction qu'il occupe tout au long de 1916. Il y seconde le généralissime Joffre. Il apporte une contribution décisive à la bataille de Verdun. Contrairement à la plupart des officiers du GQG, qui ne croient pas à une offensive allemande à cet endroit, il la redoute, intervient alors pour faire renforcer les défenses de la ville et fait mettre en alerte le 20e corps d'armée à Bar-le-Duc pour pouvoir l'engager en renfort en cas d'attaque allemande. Celle-ci se déclenche le 21 février 1916. Alors qu'après trois jours de combats, les défenses françaises sont en train de céder, Castelnau se rend à Verdun et prend les décisions capitales qui permettront la résistance. Il écarte son ami le général Augustin Dubail, nomme le général Philippe Pétain et réorganise le commandement local. Tout au long des neuf mois que dure la bataille, il intervient pendant les épisodes les plus critiques. Après six semaines de combats, il décide de nommer le général Nivelle, le général Pétain prenant le commandement du groupe des armées du Centre (GAC). C'est lui enfin qui ordonne en novembre 1916, contre l’avis des officiers de l'entourage de Joffre, la dernière offensive, qui transforme cette longue bataille en une victoire française.
En décembre 1916, Joffre est remplacé à sa fonction de commandant en chef des armées à cause d'une intrigue orchestrée par le président Poincaré qui le déteste : il est envoyé en mission en Russie pour réorganiser l'armée tsariste et sera un témoin impuissante de la révolution russe.
Le général Robert Nivelle est choisi pour lui succéder, Joffre étant élevé à la dignité de maréchal de France. Le poste de chef d'état-major des armées est supprimé, et Castelnau est nommé au commandement du groupe d'armées de l'Est. Cependant, ce secteur du front, où opèrent ses unités, est le moins actif. Le 25 juin 1917, il reçoit la médaille militaire.
Au printemps 1918, profitant du retrait russe du conflit après la révolution bolchevique, les Allemands ramènent l'ensemble de leurs forces en France et en Belgique et puis lancent une série de grandes offensives qui sont en passe de les rendre victorieux. Les armées que commande Castelnau ne jouent pas un rôle de premier plan pendant cette période. Par contre, alors que les troupes franco-britanniques, renforcées par le contingent américain, reprennent l'initiative au cours de l'été, il est désigné pour préparer une manœuvre décisive en Lorraine. Dans ce secteur, la faiblesse du dispositif allemand laisse présager un succès de grande ampleur susceptible d'accélérer la fin de la guerre. À deux jours près, Castelnau ne connaîtra pas une nouvelle victoire.
L'armistice du 11 novembre suspend son attaque alors qu'elle l'aurait sans doute conduit profondément en Allemagne. En dépit des pertes supplémentaires que cela aurait occasionné — « je sais trop l'amertume des larmes versées sur les tombes, écrit-il à sa famille, en pensant à ses trois fils, Gérald, Xavier et Hugues, qui ont été tués au cours de cette guerre » —, Castelnau pense que les Alliés n'auraient pas dû signer l'armistice de manière prématurée.

### Après-guerre

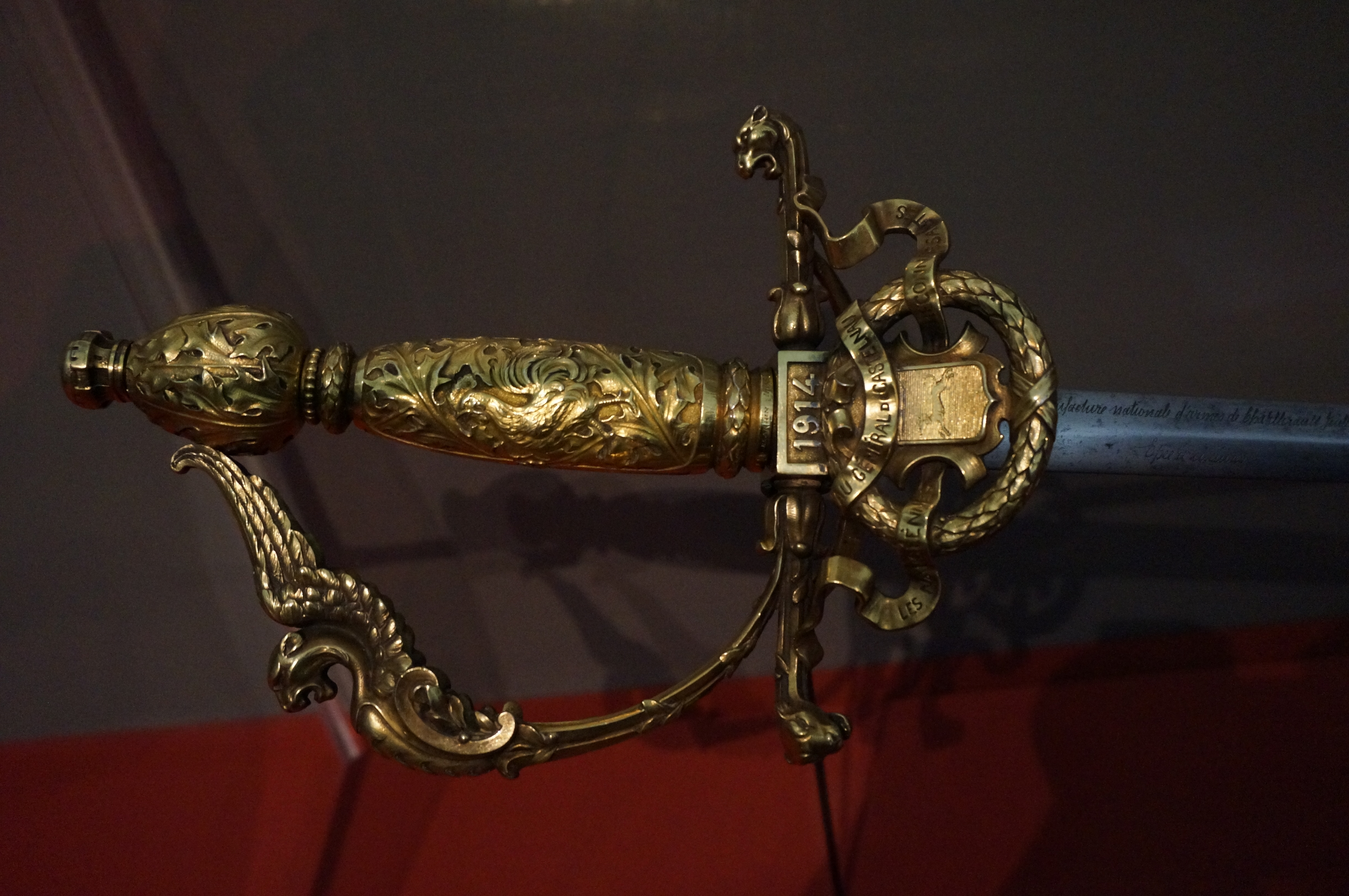
Epée d'honneur offerte au général de Castelnau par la ville de Nancy.

Il fait une entrée solennelle à Colmar le 22 novembre 1918 lors des célébrations de la libération de la ville. À cette occasion, la presse du monde entier annonce son élévation au maréchalat, mais le gouvernement s'y refuse. Pourtant, l'opinion publique la réclame, comme en témoigne l’ovation qu'il reçoit le 14 juillet 1919 quand il défile sur les Champs-Élysées.
À son passage, la foule se met à scander « Maréchal ! Maréchal ! » en réclamant qu’il soit élevé au maréchalat, comme l’avaient été Joffre, Foch et Pétain. Comme les autres grands chefs militaires de la Grande Guerre, il est l’objet de nombreux honneurs. À Lyon, le maire de la ville, Édouard Herriot, pourtant très anticlérical, l’accueille par un discours d’une rare emphase ; il ajoute « Votre victoire, votre victoire unique du Grand Couronné deviendra classique comme celle de jadis aux Thermopyles »« je vous compare à ce grand chef, Turenne, dont la figure luit dans notre Histoire comme l’une des plus nobles, des plus simples, des plus pures de notre race et de notre temps ».
Il entre au Parlement en 1919 comme député de l'Aveyron avec la vague bleu horizon au sein du parti majoritaire, la Fédération républicaine, classée à droite. Il est élu président de la Commission de l'armée. Dans cette fonction, il marque la législature en faisant adopter une durée du service militaire de dix-huit mois le 23 avril 1923.
C’est sans doute sa participation active à la vie politique qui incite le gouvernement d’Aristide Briand et le ministre de la Guerre, Louis Barthou, à l’écarter de la nouvelle liste des maréchaux qui est annoncée le 19 février 1921. En effet, aux yeux de beaucoup de parlementaires, dont Léon Blum, Castelnau s’affirme chaque jour un peu plus comme un dirigeant national. Cette éviction déclenche une interpellation du gouvernement à la Chambre. En dépit d’un fort mouvement de l’opinion publique comme en témoigne le sondage réalisé par le quotidien Le Journal en faveur de sa nomination, Castelnau ne sera jamais fait maréchal. Clemenceau lui-même s’en étonne : « Je n'aurais été ni surpris ni chagriné de voir le nom de M. le général de Castelnau parmi les six maréchaux de France. Il est regrettable qu'on l'ait oublié et c'est à nous et non pas à lui que cet oubli fait le plus grand tort ».

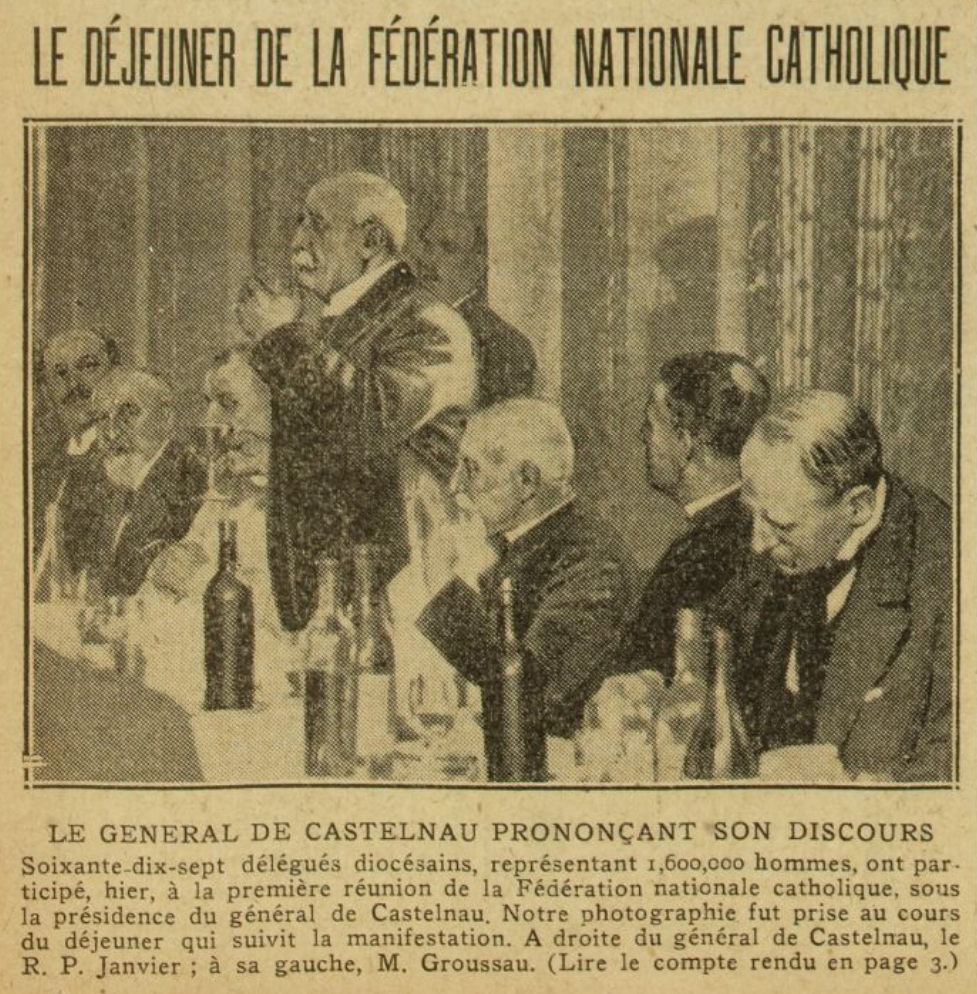
Le général de Castelnau de la Fédération nationale catholique.

Aux élections de 1924, qui consacrent la victoire du Cartel des gauches, Castelnau est battu par le mathématicien Émile Borel et veut alors s'éloigner de la vie publique. Toutefois, devant la résurgence d'une politique anticléricale mise en œuvre par le nouveau président du Conseil, Édouard Herriot, Castelnau lance alors l'idée d'une vaste fédération nationale des divers mouvements catholiques. La Fédération nationale catholique (FNC) est née. Il dirige jusqu'à deux millions d'adhérents et fait plier le pouvoir en place, qui est contraint d'abandonner l'ensemble de son programme anticlérical (dénonciation du concordat alsacien, fermeture de l'ambassade au Vatican, expulsion des congrégations religieuses, suppression de l'école libre , etc.) devant les manifestations que Castelnau organise dans toute la France.

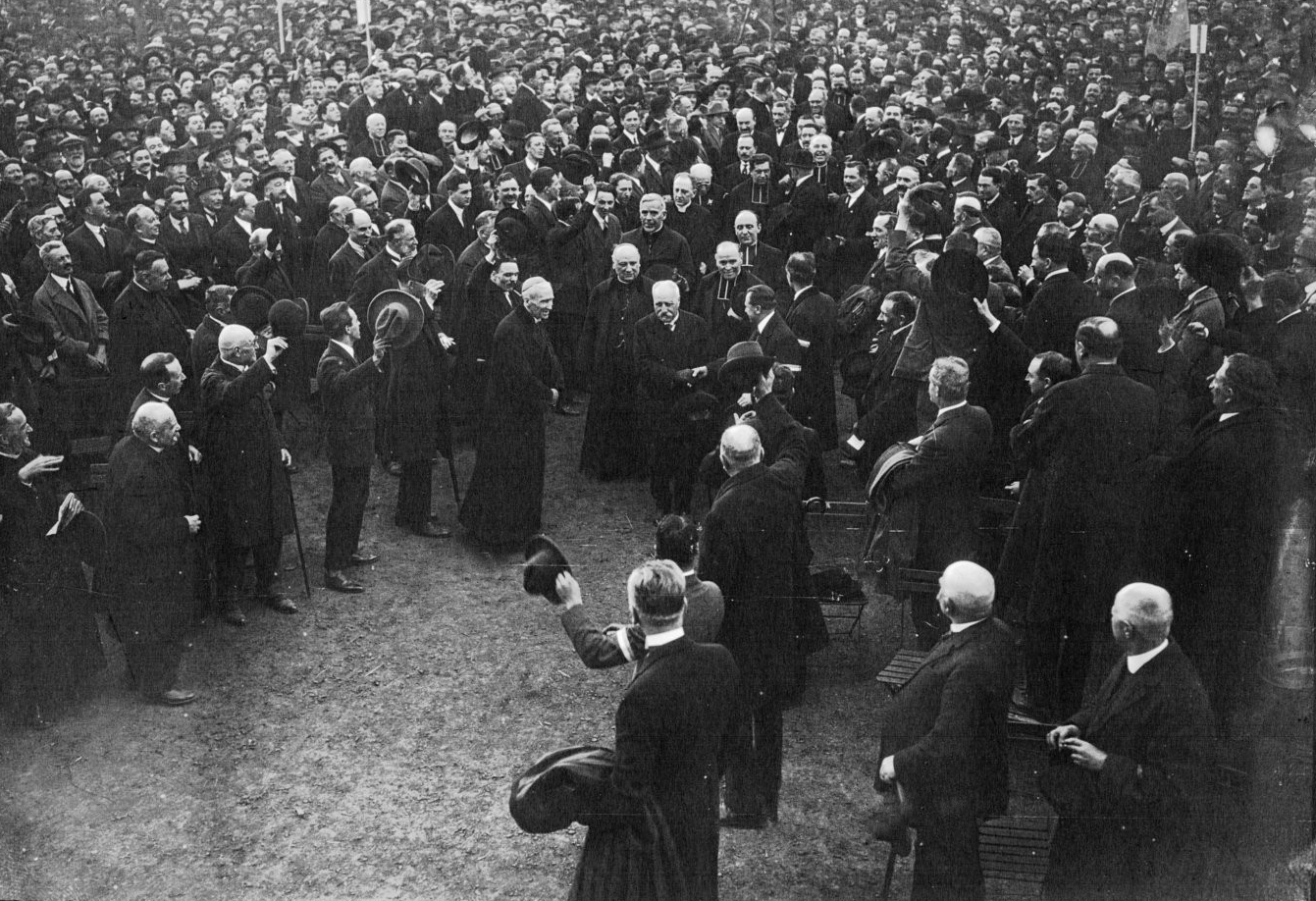
Le général de Castelnau s'apprêtant à prononcer un discours à Nancy (1925).

Cela lui vaut la détestation d'une partie de la mouvance radical-socialiste et d'être caricaturé sous les traits d'un personnage réactionnaire et royaliste. On lui reproche, par exemple, sa présidence de la Ligue des patriotes entre 1924 et 1926 alors que ce mouvement a depuis longtemps perdu tout caractère antiparlementaire et que, sous la présidence de Castelnau, il s'en tient à une attitude strictement apolitique. Il reste président en titre de cette ligue jusqu'en décembre 1932. Il faudra attendre l'aube du XXIe siècle pour que des historiens contemporains tels René Rémond corrigent cette image et le décrivent comme un républicain de droite modéré et aux idées sociales en avance sur son temps. Cette dualité s'exprime notamment à l'occasion du Front populaire. Homme de droite, Castelnau s'élève contre les occupations d'usines qui marquent les débuts du gouvernement Blum et prêche l'union contre le communisme alors que, quelques semaines auparavant, il n'hésitait pas à soutenir une grande partie de son programme social.
En 1919, il est élu « mainteneur » des Jeux floraux de Toulouse. Très attaché à cette région, où il possède une propriété familiale, il est de plus en plus assidu aux séances, notamment dans les dernières années de sa vie. Il est également membre de l'Institut de France et membre fondateur de l'association d'entraide de la noblesse française. Grâce à sa collaboration avec Mme de Sainte-Marie, bourgeoise issue de la société parisienne, il fonde le 22 septembre 1928 la Société de secours mutuels La Familiale. Tous les deux désirent venir en aide aux personnes malades et hospitalisées. Les statuts sont déposés auprès des services de la Préfecture de Paris. Cette société « d'entraide » (la désignation mutuelle n'existant pas encore) donnera plus tard naissance à la Mutuelle familiale d'Île-de-France (MFIF).

#### Éditorialiste conservateur
À partir de décembre 1919, Castelnau devient l'un des éditorialistes du quotidien parisien L'Écho de Paris. Avec un tirage de 200 000 exemplaires, ce journal dépasse le seul public catholique pour toucher l'opinion conservatrice dans son ensemble. Castelnau s'y révèle pugnace, notamment à l'encontre des gauches anticléricales. Il s'en sert également pour soutenir l'action de la Fédération nationale catholique contre le gouvernement d'Édouard Herriot dont il salue la chute en intitulant son éditorial : « Le cartel des fraudeurs a vécu». C'est dans ce quotidien que Castelnau fait paraître son article en faveur des Assurances sociales dans lequel il invite les chefs d'entreprise à se mettre au service de « leurs frères », les travailleurs.
Le thème de la défense nationale fait également partie de ses interventions, ce qui l'amène à répondre à Louis-Alfred Pagès de L'Ouest-Éclair à qui il reproche son soutien implicite aux demandes allemandes d'aménagement du traité de Versailles. L'affaire conduit L'Ouest-Éclair, soucieux de ménager une personnalité aussi en vue que le général de Castelnau, à faire amende honorable. Enfin, L'Écho de Paris lui fournit en 1936 l'occasion d'apostropher le gouvernement républicain espagnol au début de la guerre d'Espagne. Sous le titre « Frente Popular, Frente Crapular », Castelnau s'indigne du massacre de milliers de religieux espagnols et dénonce le noyautage progressif par le Komintern des principaux ministères.
En 1924, il fonde l'hebdomadaire la France catholique, qui lui sert de tribune au sein du monde catholique français et dont certains de ses textes sont repris par la presse nationale. Progressivement, un clivage apparaît à propos de la situation internationale entre La France catholique, qui défend une ligne conservatrice, et des organes de presse catholiques nettement plus progressistes, tels les journaux de Francisque Gay, L'Aube et La Vie catholique, ainsi que la revue Esprit d'Emmanuel Mounier. Le politologue René Rémond a été le premier historien à se pencher sur les affrontements qui ont déchiré les catholiques français de l'entre-deux-guerres sur les questions du nationalisme et du pacifisme. En avril 1931, La Croix fait paraître un article intitulé « les catholiques veulent la paix ». Ce texte, inspiré par l'initiative pontificale contenue dans l'encyclique Ubi arcano Dei consilio, déclenche un débat passionné, qui prend bientôt la forme d'un affrontement entre certains dirigeants[Lesquels ?] de l'Association catholique de la jeunesse française (ACJF) et Castelnau. Au-delà de la divergence de doctrine, il y a également un conflit de générations entre un homme qui a dépassé les 80 ans et ses opposants beaucoup plus jeunes, qui lui reprochent de ne pas tenir compte des consignes pontificales en faveur de la paix et l'accusent de nationalisme. Les critiques prennent rapidement un tour personnel. Francisque Gay, dans La Vie catholique et dans L'Aube, met en cause son passé militaire. La revue Sept lui emboîte le pas. Quant à Emmanuel Mounier, il va jusqu'à lancer dans la revue Esprit l'apostrophe suivante : « Général, trois fils, n'est-ce pas assez ? », ce qui force la revue à s'excuser dans le numéro suivant en raison de l'émotion soulevée. Castelnau leur répond en des termes souvent outranciers en dénonçant chez ces jeunes catholiques une forme de naïveté à l'heure où la montée inexorable des régimes totalitaires en Italie et en Allemagne devrait au contraire, selon lui, imposer une plus grande vigilance, comme le montre la remilitarisation de la Rhénanie par Hitler en mars 1936. Pourtant, les revues Sept et Esprit demeurent attachées au pacifisme jusqu'à la crise de Munich, et des intellectuels tels que Pierre-Henri Simon continuent à présenter le général comme un belliciste et un maurassien, ce dont se défend Castelnau dans L'Écho de Paris du 26 décembre 1936.
Castelnau reçoit tout au long de ces années que durent ces affrontements l'appui de nombreux catholiques et de la plupart des dignitaires de la hiérarchie épiscopale, mais d'autres lui reprochent par contre de passer par des polémiques publiques pour faire valoir des vues largement partagées. Comme le remarque son ami, le général Tournès, qui l'a rejoint à la FNC : « Dans bien des occasions, il lui aurait suffi de montrer un peu d'habileté dont il ne manquait certes pas, plus simplement encore de se taire et il eût évité les jugements injustes portés sur son compte, voire des disgrâces. Une telle attitude lui était impossible : il lui fallait affirmer hautement ce qu'il tenait pour vrai. » Ces jugements injustes perdureront bien après sa mort et seront entretenus non seulement par des auteurs de sensibilité anticléricale mais également au sein même de l'univers catholique par des journaux tels que La Croix[Lesquels ?] et par les anciens responsables de l'ACJF[réf. nécessaire].

### Seconde Guerre mondiale
En juin 1940, dès l’annonce de l’armistice du 22 juin 1940, il prend ses distances avec tous ceux qui rallient le régime de Vichy. Il démissionne de son poste de président de la FNC et se montre très critique vis-à-vis de la hiérarchie catholique, qu'il trouve trop proche de Pétain. On possède l’ensemble de sa correspondance privée de l’époque, ce qui permet de suivre et dater avec précision sa pensée. Il encourage ses deux petits fils en âge de combattre, Urbain de la Croix et Gérald de Castelnau, à rejoindre la France libre. Le premier est tué le 31 mars 1945 lors du franchissement du Rhin, et le second est grièvement blessé le 16 octobre 1944 pendant la Campagne de France. Bien que très âgé, il soutient activement la Résistance et n'hésite pas à cacher des armes pour le réseau de l'Armée secrète (AS) du colonel Pélissier.[réf. incomplète]
Il meurt au château de Lasserre à Montastruc-la-Conseillère le 18 mars 1944, et est inhumé le 21 mars dans le caveau de famille à Montastruc. Lors de la cérémonie d'enterrement, l'évêque de Toulouse, Mgr Jules Saliège, bien que très handicapé, se fait porter dans l'église pour pouvoir honorer la mémoire de Castelnau, dont il est très proche. Ses derniers mots qui clôturent la cérémonie : « Le général de Castelnau était pour nous un appui, une fierté, un drapeau ».

## Jugements

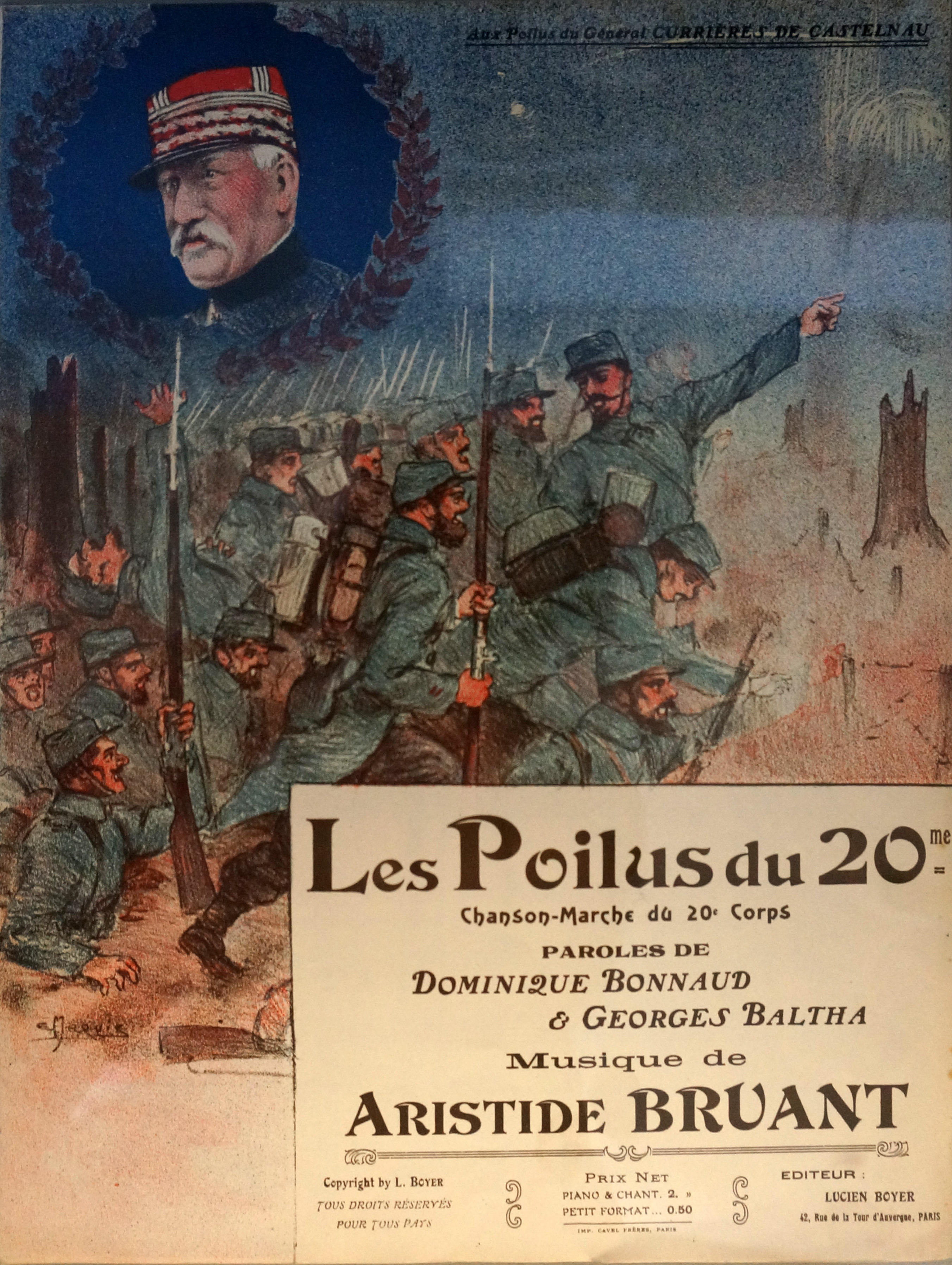
Chant du d'armée français en l'honneur du général de Castelnau

Comme tous les autres grands chefs militaires de la Grande Guerre, Castelnau a eu ses partisans et ses détracteurs. Le jugement des historiens actuels, qui le décrivent comme l'un des plus brillants et des plus (sinon le plus) accomplis des officiers généraux de sa génération, rejoint celui de beaucoup de ses pairs. Le général Maurice Pellé, major général au GQG, écrivait en juillet 1915 : « Le général de Castelnau a beaucoup vu dans sa carrière et beaucoup travaillé ; il connaît la guerre. Il voit vite et juste. Ses préparations de bataille sont admirables : elles sont poussées dans le détail et laissent le moins possible au hasard»
Dans ses mémoires, le major général James Harbord, du corps expéditionnaire américain, raconte : « C’était le général de Castelnau, que beaucoup considéraient comme le meilleur général français, mais royaliste et catholique, donc suspect. Les Américains aimaient beaucoup Castelnau, en partie grâce à son aversion pour les longs discours. Ce bon vieux Castelnau limita ses remarques à lever son verre et à souhaiter que nous puissions bientôt abreuver ensemble nos chevaux dans le Rhin. »
Par deux fois, les ministres de la Guerre voudront le porter au commandement suprême pour remplacer Joffre. Ce sera tout d'abord Joseph Galliéni, mais il meurt brutalement le 27 mai 1916 avant d'avoir pu imposer ce choix. Quelques mois plus tard, lors de sa prise de fonction au ministère de la Guerre en janvier 1917, le futur maréchal Hubert Lyautey s'étonne : « En quelques heures, il [Castelnau] m’a appris tout ce que je sais sur la guerre actuelle et la manière de la conduire. Il est bien plus fort que nous tous. Pourquoi ne l’a-t-on pas choisi pour conduire la guerre? ».
Les maréchaux Joffre et Foch seront beaucoup plus critiques. Dans leurs mémoires, ils n'hésitent pas à insinuer que Castelnau avait dans certaines circonstances manqué de détermination. Joffre affirme avoir empêché Castelnau d'abandonner Nancy au cours de la bataille du Grand Couronné en lui téléphonant d'annuler un ordre de repli. À son tour, à propos de la bataille d'Arras pendant la course à la mer en octobre 1914, Foch assure que Castelnau s'apprêtait à effectuer une retraite qui aurait abouti à la capture de toute la 10e armée française et Foch clame haut et fort « qu'on ne donne pas un bâton au vaincu de Morhange ». Joffre le confirme dans ses mémoires en écrivant : « Le général de Castelnau montra, une fois de plus que sa ténacité et sa volonté n’étaient pas à la hauteur de l’intelligence que je me plaisais à lui reconnaître »
Il sera victime d'une cabale d'autres officiers qui lui seront également critiques : ceux qui formaient l'entourage de Joffre et de Foch, les généraux Dubail, Duchêne et les officiers de son état major comme le colonel Fabry. Dans le journal de l'un d'entre eux, le futur général Edmond Buat, devenu chef d'état major en 1920, on trouve de nombreux commentaires négatifs à propos de Castelnau, qui est tour à tour qualifié de « catastrophar » ou de « vieillard apeuré ». Ces jugements illustrent l'opposition doctrinale qui existait entre ces partisans de l'offensive à outrance sur le front occidental indépendamment de son coût humain et Castelnau, qui était partisan de rester sur la défensive en Belgique et en France afin de limiter les pertes et de porter la guerre dans les Balkans pour profiter de la faiblesse de l'Autriche.
Castelnau s'est toujours refusé à polémiquer avec les deux maréchaux ou avec leurs entourages. Il mentionnait simplement que seule l'ouverture des archives — non disponibles à cette époque — permettrait d'établir la vérité. Dans une étude serrée relative à ces épisodes, Benoît Chenu ( qui est un descendant du général Castelnau) semble avoir trouvé de nombreux documents établissant que les écrits de Joffre et de Foch à son propos sont sujets à caution. Quant aux commentaires émanant des officiers de leurs entourages, ils relevaient avant tout la mésentente logique pouvant exister entre des hommes au profil très différents.

### Proximité avec ses hommes
Comme le reconnaissait le général Maurice Gamelin, alors commandant et chef de cabinet du général Joffre, il était très populaire dans l'ensemble de l'armée. Cette popularité l'avait suivie au GQG en dépit de l'hostilité de ceux qu'on avait surnommé « jeunes turcs » qui formaient l'entourage de Joffre. Selon Jean de Pierrefeu : « Tout de suite, il fut adoré par ce que le GQG comptait d’éléments désintéressés. » Contrairement à de nombreux généraux de cette guerre, Castelnau est souvent au contact des soldats. Il se rend fréquemment dans les tranchées en disant : « Je vais jusqu'aux obus ». Il visite également les postes de secours et les hôpitaux. Lors d'un de ses passages, découvrant par hasard une pièce sombre dans laquelle sont entassés des grands blessés en train de mourir, il explose : « Je n’admets pas que mes soldats meurent comme des chiens ; donnez-leur donc la douceur de mourir dans des lits et de se sentir soignés et entourés dans leurs derniers moments. »
Il s'estime responsable des pertes et pense que son premier devoir est de les limiter. Aussi, tout au long de la guerre, il pourchasse farouchement toute démonstration de crânerie et d’héroïsme inutile. Il interdit formellement ce qu’il appelle les « tirailleries » et prohibe les coups de main que les officiers ordonnent parfois pour des motifs infondés. Par ailleurs, dans son livre Fusillés pour l'exemple, André Bach cite Castelnau comme l'un des généraux les moins répressifs de cette guerre.

### Mémorial de Verdun
Alors qu’au cours de la guerre, le rôle décisif de Castelnau à propos de la bataille de Verdun est reconnu par tous, y compris par les Allemands, qui le qualifient du titre « le sauveur de Verdun », cette contribution est volontairement occultée après-guerre par les partisans des maréchaux Joffre et Pétain, qui réécrivent l’histoire en faveur de leurs champions. Le personnage de Castelnau disparait alors du mémorial de cette bataille. Il faudra attendre la période du centenaire pour que les historiens corrigent ces hagiographies et rétablissent le rôle essentiel de Castelnau. En particulier, Jean-Yves Le Naour écrit en 2016 un article dans lequel il précise : « La situation qui se rétablit in extremis le 26 février ne doit rien à sa présence ni à ses ordres [celle de Pétain] mais au sacrifice des poilus, d’une part, et aux instructions du général de Castelnau, de l’autre […] Pétain est convoqué au Grand Quartier Général (GQG) de Chantilly pour le 25 février à 8 heures du matin : c’est dire qu’il ne pourra pas se rendre à Verdun avant la fin de la journée. Or le temps presse. [La veille au soir, le 24] le général de Castelnau, l’adjoint de Joffre, ne tient plus en place. La situation est grave et les heures sont décisives. Aussi fait-il réveiller Joffre aux alentours de 23 heures et obtient l’autorisation de se rendre à Verdun pour apprécier la situation et y prendre les décisions qui s’imposent. Dans la nuit, par téléphone, et dans la matinée du 25, à Dugny — QG du général Herr, le commandant de la région fortifiée —, Castelnau multiplie les ordres : il y fait avancer le 20e corps, arrivé en renfort, mais que l’on n’a pas laissé passer sur la rive droite, car la situation paraît perdue. On lui objecte que, si jamais le corps d’armée passe la Meuse, il risque d’être pris dans la nasse. Il suffira que les Allemands bombardent les ponts pour lui interdire toute retraite et l’anéantir. Castelnau s’en moque et coiffe le commandement local pour pousser le 20e corps en avant. À la fin de la journée, les renforts parviennent enfin aux défenseurs de Verdun, harassés par cinq jours et quatre nuits de combat. Le 26 février, l’offensive allemande est enrayée. Sans cette intervention énergique de Castelnau, la chute de la rive droite de la Meuse — dont le commandement local comme le GQG avaient déjà fait leur deuil — était inéluctable. » Castelnau, en tant que numéro deux des armées françaises à cette époque, court-circuite à de nombreuses reprises la chaîne de commandement lors de cette bataille, imposant les mouvements de troupes qu'il a pensés.
Jamais après la guerre, le général de Castelnau ne s’élèvera contre ces détournements opérés au profit de la légende de Joffre ou de Pétain. Sans doute accordait-il beaucoup plus de valeur à ce témoignage qu’il recevra de la part de Jean Tocaben, jeune officier ayant combattu à Verdun et qui publie en 1931, un livre de souvenirs préfacé par André Tardieu.

Cet ouvrage contient une page vécue qui démontre bien l’image dont bénéficiait le général de Castelnau dans la troupe chez les soldats du front : 

## Citations
De nombreuses citations prêtées à Castelnau sont apocryphes. Par contre, il en existe certaines qui sont attestées par des documents irréfutables.
« En avant, partout, à fond ! » le 25 août 1914 à la bataille de la trouée de Charmes.
Le colonel Charles Repington, correspondant de guerre, rapportait dans le Times après sa visite à Verdun les paroles de Castelnau : « Plutôt que de se soumettre à l’esclavage allemand, la race française tout entière périra sur le champ de bataille ».
Dans son hommage à l'Armée pour le journal L'Écho de Paris du 14 juillet 1919, Castelnau écrit : « L'infanterie française a triomphé de cet infernal déchaînement de fureur et d'horreur qui a dépassé tout ce que l'imagination humaine a jamais pu concevoir ».
Déclaration de candidature de Castelnau pour les élections législatives de 1919 : « Je trouve là le plus efficace moyen de m’acquitter de la dette impérissable que nous autres, les chefs, nous avons contractée vis-à-vis de ceux que nous eûmes l’honneur de commander. Nous avons tant exigé de nos hommes pendant la guerre, ils nous ont tant donné que pour la sauvegarde et l’amélioration de leurs intérêts, il nous faut travailler avec une invariable constance ».
Son opinion à propos de Pétain et de Vichy pendant l'été 1940 : « Plus que jamais, l’armistice m’apparaît comme ignominieux ; je ne puis expliquer cet acte que par la profonde défaillance intellectuelle et morale de Pétain, Weygand et Cie […] Bazaine a été traduit en conseil de guerre pour un crime dix fois moins douloureux que devra l’être Pétain. Chez celui-là, l’orgueil sénile quand « il fait don de sa personne à la France », le défaitisme, la faiblesse intellectuelle le disputent à la lâcheté » […] Le gouvernement du maréchal est affreux dans sa mentalité. La voie où il nous mène sera celle de la catastrophe ».
En 1942, à un prêtre venu lui apporter un message du cardinal Pierre Gerlier lui demandant de modérer ses critiques vis-à-vis du maréchal, Castelnau réplique : « Votre cardinal a donc une langue ? Je croyais qu’il l’avait usée à lécher le cul de Pétain ».

## Grades
- 25 mars 1906 : général de brigade
- 21 décembre 1909 : général de division
- 12 juillet 1912 : rang et prérogatives de commandant de corps d'armée
- 19 décembre 1916 : général de division maintenu en activité sans limite d'âge
- rang de commandant d'armée et appellation de général d'armée maintenu en activité sans limite d'âge[Quand ?]

## Décorations
- Médaille militaire (25 juin 1917) ;
- Légion d'honneur : chevalier (29 décembre 1891), officier (12 septembre 1899), commandeur (30 décembre 1911), grand-officier (18 septembre 1914), grand-croix (8 octobre 1915) ;
- Médaille commémorative de la guerre 1870-1871 ;
- Croix de guerre 1914-1918 ;
- Médaille interalliée 1914-1918 ;
- Médaille commémorative de la Grande Guerre ;
- Grand-croix de l'ordre du Bain ( Royaume-Uni) ;
- Grand-croix de l'ordre royal de Victoria ( Royaume-Uni) ;
- Chevalier de l'ordre militaire de Virtuti Militari ( Pologne) ;
- Grand-croix de l'ordre de Saint-Alexandre Nevski ( Empire russe) ;
- Grand-croix de l'ordre de l'Aigle blanc ( Empire russe) ;
- Grand-croix de l'ordre de Saint-Stanislas ( Empire russe) ;
- Grand-croix de l'ordre de Sainte-Anne ( Empire russe) ;
- Croix de Guerre ( Belgique) ;
- Distinguished Service Medal ( États-Unis) ;
- Grand-croix de l'ordre de Saint-Grégoire-le-Grand, en 1932[73] ( Vatican) ;
- Grand-croix de l'ordre militaire et hospitalier de Saint-Lazare.

## Postes occupés
- 25 mars 1906 : commandant de la 24e brigade d'infanterie
- 27 septembre 1906 : commandant de la 7e brigade d'infanterie et des subdivisions de région de Compiègne et de Soissons
- 23 décembre 1909 : commandant de la 13e division d'infanterie et des subdivisions de région de Lons-le-Saunier, de Langres et de Besançon
- 2 août 1911 : premier sous-chef d'état-major de l'Armée et membre du Comité technique d'état-major
- 29 novembre 1913 : membre du Conseil supérieur de la guerre et commandant de la 2e armée de mobilisation
- 2 août 1914 : commandant de la 2e armée
- 22 juin 1915 : commandant du groupe d'armées du Centre
- 11 décembre 1915 : chef d'état-major général des armées françaises
- 27 décembre 1916 : commandant du groupe d'armées de l'Est
- 21 janvier 1917 : en mission en Russie pour le compte du gouvernement
- 31 janvier 1917 : commandant du groupe d'armées de l'Est
- 13 mars 1919 : président de la Commission nationale des sépultures militaires

## Hommages

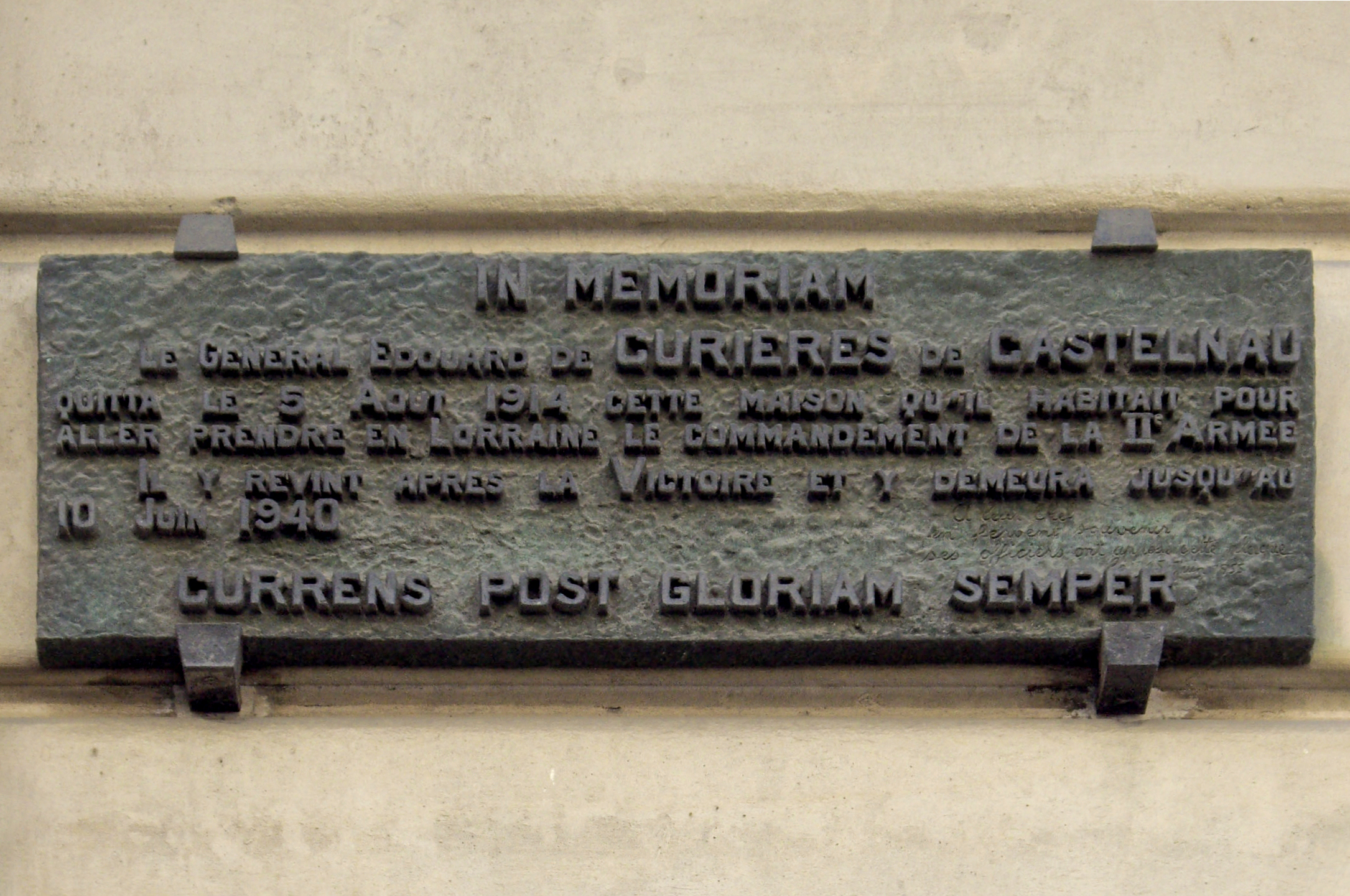
Plaque 42 avenue de La Bourdonnais (7e arrondissement de Paris), où il vécut.

- Avenue du Général-de-Castelnau à Montastruc-la-Conseillère.
- Rue du Général-de-Castelnau à Paris.
- Rue Général de Castelnau à Strasbourg, Nancy, Thionville, Nilvange.
- Rue Castelnau à Riedisheim, Dijon, Domnasle-sur-Meurthe.
- Rue De Castelnau à Montréal, Québec.
- La station de métro De Castelnau à Montréal est nommée ainsi en son honneur.
- La caserne Castelnau, à Chaumont (Haute-marne), occupée par l'escadron de gendarmerie mobile 32/7 appartenant au groupement III/7 de gendarmerie mobile.
- La caserne Castelnau, bâtie à Trèves (Allemagne), a laissé sa place au quartier du même nom.
- La 198e promotion de l'École spéciale militaire de Saint-Cyr (2011-2014) dite « Promotion de Castelnau » honore ainsi le général de Castelnau et y associe le souvenir de son fils Xavier, saint-cyrien également.
- Musée Castelnau, 13e DBLE, quartier Castelnau, camp du Larzac, La Cavalerie.
- À Metz, en Moselle, dans le quartier du Sablon, une rue est nommée « Rue du Général de Castelnau » par arrêté du conseil municipal du 25 novembre 1918. Depuis, elle est nommée simplement « Rue de Castelnau ».
- Rue Général de Castelnau à La Roche-sur-Yon, Bordeaux, Nantes et Brest.
- Boulevard de Castelnau aux Sables-d'Olonne.
- Une statue équestre monumentale en bronze, réalisée par Louis Chavignier, est installée en 1961 au jardin public de Saint-Affrique, sa ville de naissance[74],[75]. Dans la nuit précédant son inauguration, le monument est vandalisé une première fois, avec le chiffre « 1871 » peint sur son socle, en référence à la participation de Castelnau à l'armée des Versaillais pendant la Commune de Paris. À nouveau le 16 septembre 2024, à la veille de la cérémonie commémorant le 80e anniversaire de sa disparition, le monument est recouvert de peinture rouge, avec le chiffre 1871[76]. À noter comme le fait le Midi Libre que Castelnau n'avait que 19 ans à l'époque et qu'il n'est pas avéré qu'il ait participé à la répression comme semblent lui reprocher ceux qui ont vandalisé la statue[77].